# Западна Нова Британия
Западна Нова Британия е провинция на Папуа Нова Гвинея. Площта ѝ е 20 387 квадратни километра и има население от 264 264 души (по преброяване от юли 2011 г.).Намира се в часова зона UTC+10. Разделена е на 2 окръга.